# Park im. Henryka Sienkiewicza w Łodzi

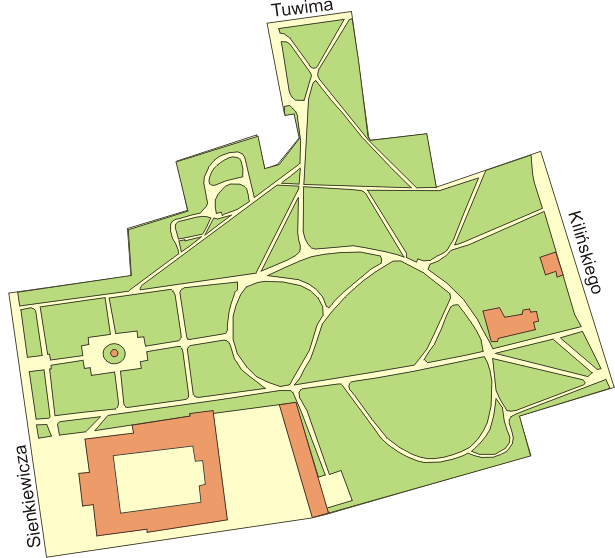
Park Sienkiewicza (mapa)

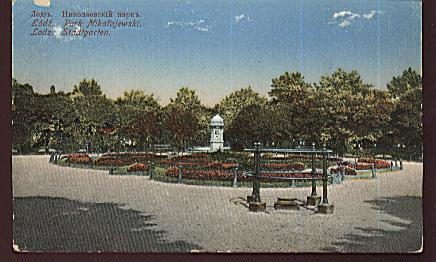
Park Mikołajewski (fot. z początku XX wieku)

Park im. Henryka Sienkiewicza (dawn. Park Świętokrzyski) – łódzki park o powierzchni 5,2 ha, położony w obrębie ulic Kilińskiego, Sienkiewicza i Tuwima.

## Historia
Park powstał jako trzeci park publiczny w Łodzi po Parku Źródliska I (1840) oraz parku Kolejowym (obecnie Moniuszki) (1875). W gęsto zabudowanym fabrycznym mieście brakowało terenów zielonych otwartych dla wszystkich mieszkańców miasta, istniały wówczas parki przy posiadłościach łódzkich fabrykantów i inne parki prywatne, jednak dostęp do nich mieli tylko nieliczni. W 1893 roku pojawił się, a w 1894 roku został przyjęty przez Magistrat pomysł utworzenia parku w centrum miasta, na terenie, na którym odbywały się targi (targowisko zostało przeniesione na ul. Targową). Park miał rozciągać się między ulicami Mikołajewską (obecnie Sienkiewicza), Widzewską (Kilińskiego), Nawrot i Przejazd (Tuwima). Prace przy zagospodarowaniu terenu rozpoczęte zostały w 1896 roku, projekt parku wykonał Teodor Chrząński we współpracy z Piotrem Hoserem. Niezabrukowany plac uprzątnięto, wyznaczono alejki, posadzono ponad tysiąc drzew i blisko 5 tysięcy krzewów, a całość ogrodzono żelaznym parkanem na podmurówce. Park do dziś zachował swój pierwotny układ. Park został otwarty dla mieszkańców Łodzi w 1899 roku i pierwotnie nosił nazwę „Mikołajewskiego Ogrodu Miejskiego”, o czym informowała pamiątkowa tablica umocowana na kamieniu przy bramie od strony zachodniej. Nazwa parku związana jest z nazwą ulicy przy której się mieścił, czyli ulicą Mikołajewską, jednak przez łodzian najczęściej nazywany był „Parkiem Świętokrzyskim”, gdyż znajdował się obok kościoła pod wezwaniem Podwyższenia Świętego Krzyża.
Od 1916 roku park nosi nazwę im. Henryka Sienkiewicza, nadaną mu po śmierci pisarza. Od strony ul. Sienkiewicza park ma charakter parku francuskiego z symetrycznymi parterami kwiatowymi, od strony ul. Kilińskiego zaś ma charakter pejzażowy (angielski) z szerokimi alejkami wśród drzew i krzewów.
Część niewielkiego terenu parku przeznaczono na zabudowania, znalazła się tam pierwsza siedziba dyrekcji Plantacji Miejskich, szklarnie, pracownie. W kolejnych latach ustawiono szafki meteorologiczne oraz zegar słoneczny. Na początku XX wieku na trawnikach pomiędzy drzewami pojawiły się terakotowe figurki zwierząt, a na drzewa trafiły porcelanowe tabliczki z opisami gatunków. W 1904 roku w południowej części parku powstała cukiernia, duży budynek z werandą w 1924 roku został przebudowany i przekazany Miejskiej Galerii Sztuki (obecnie Ośrodek Propagandy Sztuki), a cukiernię przeniesiono bliżej ul. Kilińskiego do budynku w którym obecnie mieści się Muzeum Przyrodnicze. W parku odbywały się charytatywne imprezy plenerowe (w 1917 roku zorganizowano koncert z którego zyski przeznaczono na odbudowę spalonego Rzgowa). W 1922 roku w parku pojawiła się fontanna w kształcie łabędzia, fontannę otoczyły amorki. Z czasem rzeźbę usunięto, w 1998 roku odtwarzając ją wg projektu Zofii Władyki-Łuczak i Zbigniewa Władyki.
W latach 30. XX wieku w parku nastąpiły drobne zmiany, których autorami byli E. Templin, a następnie Stefan Rogowicz, między innymi w środkowej części parku pojawiły się wzorem parków angielskich rośliny egzotyczne. Latem wystawiano bananowce, agawy, palmy. Pojawił się również plac zabaw dla dzieci. Po wojnie park nieznacznie się powiększył o działkę łącząca park z ul. Tuwima, został jednak okrojony od południa, gdzie wybudowano szkołę podstawową i basen. W latach 90. XX w. wykonano remont rzeźb parkowych i fontanny, odświeżono drzewostan, wybudowano drugi plac zabaw dla dzieci (bliżej ul. Sienkiewicza).
W czerwcu 2009 w parku Sienkiewicza powstało pierwsze w mieście miejsce, w którym można swobodnie wygłaszać swoje poglądy – w tym organizować wiece, debaty oraz spotkania powyżej 15 osób bez uzyskiwania specjalnych zezwoleń. Idea miejsca wzorowana jest na londyńskim Hyde Parku.
10 października 2012 w parku Sienkiewicza uroczyście odsłonięto pomnik Plastusia, piątą rzeźbę stworzoną w ramach szlaku turystycznego Łódź Bajkowa.
W październiku 2018, w ramach ogólnego planu rewitalizacji centrum Łodzi, rozpoczęto w parku prace renowacyjne polegające na  położeniu nowej nawierzchni granitowej na większości alejek, remont fontanny, przebudowę placów zabaw, wymianę małej architektury, remont ogrodzeń,  oświetlenia i konstrukcję podziemnego systemu nawadniającego. W trakcie trwania prac pojawiły się liczne kontrowersje w związku ze sposobem ich wykonania. M.in. wykonawca wbrew założeniom wprowadził na teren parku ciężkie maszyny, wciął ok. 30 drzew i prawdopodobnie naruszył strukturę korzeni wielu innych. Poskutkowało to ostatecznie zerwaniem kontraktu z wykonawcą i koniecznością rozpisania nowego przetargu na dokończenie prac.